# Silvía Night
Silvía Night, właśc. Silvía Nótt Sæmundsdóttir – fikcyjna postać kontrowersyjnej islandzkiej piosenkarki wymyślona przez Gaukura Úlfarssona i aktorkę Ágústę Evę Erlendsdóttir na potrzeby programu Sjáumst með Silvíu Nótt (pol: Do zobaczenia z Silvią Night) emitowanego w islandzkiej telewizji Skjár 1.

## Kariera muzyczna

### 2006: Konkurs Piosenki Eurowizji
W lutym 2006 roku Silvía Nótt wygrała krajowe eliminacje eurowizyjne Söngvakeppnin 2006 z utworem „Til hamingju ísland”, zostając tym samym reprezentantką Islandii podczas 51. Konkursu Piosenki Eurowizji. Po finale selekcji wokalistka nagrała anglojęzyczną wersję piosenki – „Congratulations”, którą zaprezentowała w półfinale konkursu. 
Przed koncertem półfinałowym wywołała wiele kontrowersji, m.in. krytykowała organizację imprezy i obrażała obsługę techniczną, używając przy tym wulgarnego języka. Bulwersował także tekst utworu konkursowego, który zawierał w sobie zwrot f*cking, co było niezgodne z regulaminem konkursu. Na polecenie narzuconego przez Europejskiej Unii Nadawców (EBU) (organizatora konkursu) piosenkarka musiała zmienić jego słowa, zastępując wyraz słowem freaking, czego nie robiła jednak podczas prób. 18 maja wystąpiła jako ostatnia, 23. uczestniczka półfinału i zajęła w nim ostatecznie 13. miejsce z wynikiem 62 punktów. Po ogłoszeniu wyników półfinału nerwowo zareagowała na brak awansu, m.in. obrażając reprezentantów innych krajów: Carolę Häggkvist ze Szwecji oraz zespoły Lordi z Finlandii i Treble z Holandii.

### 2007:Goldmine
1 kwietnia 2007 roku ukazał się debiutancki album Night, zatytułowany Goldmine. Wydawnictwo promowały single „Thank You Baby” oraz tytułowa piosenka „Goldmine”.

## Dyskografia

### Albumy studyjne
- Goldmine (2007)